# Clinohelea nigripes
Clinohelea nigripes är en tvåvingeart som beskrevs av John William Scott Macfie 1939. Clinohelea nigripes ingår i släktet Clinohelea och familjen svidknott. Inga underarter finns listade i Catalogue of Life.